# Assemblée consultative (Arabie saoudite)
Pour les articles homonymes, voir Assemblée consultative et Majlis.
Palais d'Al-Yamamah
L'Assemblée consultative (arabe : مجلس الشورى السعودي)
romanisé : Majlis al Shura) ou Conseil de la Choura est l'organe consultatif officiel de l'Arabie saoudite. Son rôle est de soumettre des propositions de lois au Roi et à son cabinet chargé du pouvoir exécutif. En 2017, l’Assemblée consultative est dirigée par Abdullah ibn Muhammad Al ash-Sheikh. Elle se réunit au palais d'Al-Yamamah, à Riyad.
L'assemblée est composée de 150 membres, tous nommés pour quatre ans par le Roi, et constitue le seul organe législatif du pays (système monocaméral). Le 11 janvier 2013, pour la première fois, des femmes saoudiennes ont été nommées membres de l'Assemblée consultative.

## Histoire
Le terme « Choura » (arabe : شورَى /šūrā/ ou [ˈʃuːrɑː], « concertation », «conseil », Majles el-Shoura) renvoie à la tradition islamique des consultations organisées dans les anciennes communautés islamiques pour désigner leurs leaders après la mort du Prophète.
La première Assemblée consultative saoudienne est créée par le Roi Abdulaziz le 13 janvier 1926, et devient une institution à part entière en 1932. Elle est alors dirigée par son fils, le Prince Faisal, et compte 20 membres. Dans les années 1950, au cours du règne du Roi Saoud, elle passe à 25 membres mais, sous la pression de la famille royale, ses fonctions sont transférées au cabinet du roi Saoud. L’institution ne disparaît pas, mais ses activités cessent jusqu’à l’arrivée du Roi Fahd à la tête du pays.
En 1993, le Roi Fahd est à l'origine de la réédition du décret régissant l’activité du "Conseil de la Choura" pour favoriser la participation civile dans l’activité gouvernementale. L’assemblée consultative regroupe alors 60 membres,.
Jusqu'en 2004, les attributions de la Choura se limitent à la discussion des sujets liés aux régulations et aux affaires nationales et d’intérêt public. Elle a le droit de demander aux membres du gouvernement de participer aux discussions et d’avoir accès aux documents du gouvernement. En réponse à la pression internationale sur le pays à la suite des attentats du 11 septembre 2001, le Roi Fahd accorde de nouveaux pouvoirs au conseil de la Choura, qui devient en avril 2003 un membre à part entière de l’Union interparlementaire, organisation mondiale réunissant les parlements des États souverains. Le mandat de la Choura est élargi en 2004, et inclut depuis la possibilité de proposer de nouvelles législations et amendements sans la validation préalable du roi.
Le 11 janvier 2013, le Roi Abdallah annonce la publication de deux décrets permettant à 30 femmes de siéger à la Choura, dont Sara bint Fayçal Al Saoud, Moudi bint Khalid bin Abdulaziz et Thoraya Ahmed Obaid.

## Fonctions
La Choura a le pouvoir de rédiger des propositions de lois destinées au cabinet gouvernemental ou au Roi, de proposer des révisions et amendements et de demander audience aux ministres qui ne sont pas issus de la famille royale. L'assemblée est autorisée à proposer des projets de loi et à les transmettre au roi, mais lui seul a le pouvoir de les adopter et de les faire respecter. Elle réalise les études collégiales sur des rapports annuels réalisés par les ministères et organismes officiels. Ses conseils vont être transmis au roi afin de l'aider à décider sur les décisions politiques, les traités internationaux et les plans économiques. Enfin, elle peut examiner les budgets annuels et demander des informations aux différents ministères.

## Organisation
En 2017, l’Assemblée consultative saoudienne compte 150 membres, nommés pour quatre ans par le roi. Elle est présidée par Abdullah ibn Muhammad Al ash-Sheikh, supplé par le vice- président Mohammed Al-Jefriest..
Le 11 janvier 2013, pour la première fois, un décret royal ouvre 20 % des sièges de l'Assemblée consultative aux femmes saoudiennes. Les femmes nommées sont des princesses, des universitaires et des militantes, notamment Thuraya Obaïd, qui a été secrétaire générale adjointe aux Nations unies. On a pu penser que leurs prérogatives se limiteraient aux domaines « féminins », tels la santé et l'éducation jusqu'à l'élection de Huda bint Abdurrahman Al-Hilaisi à la vice-présidence de la commission des affaires internationales. En 2013, quatre femmes accèdent ainsi à des postes de vice-présidentes au sein des comités de la Choura et en 2016, Muna Al Mushait est nommée à la présidence du comité santé de l’assemblée consultative.

### Commissions
L’assemblée est composée de 14 commissions :
- Islam et affaires judiciaires
- Affaires sociales, de la famille et de la jeunesse
- Économie et énergie
- Sécurité
- Ressources humaines et administration
- Éducation et recherche scientifique
- Culture, information, tourisme et patrimoine
- Affaires étrangères
- Hajj, logement et services
- Santé
- Finance
- Transport, technologie de l’information et de la communication
- Commissions de contrôle et droit de l’Homme
- Eau, agriculture et environnement

## Les comités
Dans sa forme initiale, le Conseil était composé de huit comités spécialisés. Ces comités ont été identifiés en décembre 1995. Les commissions et le nombre de membres qui leur est attribué sont les suivants : Commission des affaires sociales et de la santé (7 membres) ; Commission des affaires économiques et financières (8 membres) ; Commission de la législation et de l'administration (5 membres) ; Commission des affaires étrangères (7 membres) ; Commission des affaires islamiques (7 membres) ; Commission des services et du secteur public (8 membres) ; Commission de l'éducation, de la culture et de l'information (9 membres) ; et Commission des affaires de sécurité (6 membres).
Par la suite, le nombre de commissions a été augmenté. En mars 2015, l'assemblée est composée de treize commissions:
- Commission des affaires islamiques et judiciaires
- Commission des affaires sociales, de la famille et de la jeunesse
- Commission des affaires économiques et de l'énergie
- Commission des affaires de sécurité
- Commission des affaires éducatives et de la recherche scientifique
- Commission des affaires culturelles et de l'information
- Commission des affaires étrangères
- Commission de la santé et de l'environnement
- Commission des affaires financières
- Commission des transports, des communications et des technologies de l'information
- Commission de l'eau, des équipements collectifs et des services
- Commission de l'administration, des ressources humaines et des pétitions
- Commission des droits de l'homme et des pétitions.